# 산청 특리 지석묘군
산청 특리 지석묘군(山淸 特里 支石墓群)은 대한민국 경상남도 산청군 금서면 특리에 있는 청동시대의 고인돌 군이다. 1997년 1월 30일 경상남도의 기념물 제163호로 지정되었다.

## 개요
지석묘는 청동기시대의 대표적인 무덤으로 고인돌이라고도 부르며, 주로 경제력이 있거나 정치권력을 가진 지배층의 무덤으로 알려져 있다.
우리나라의 고인돌은 4개의 받침돌을 세워 돌방을 만들고 그 위에 거대하고 평평한 덮개돌을 올려 놓은 탁자식과, 땅 속에 돌방을 만들고 작은 받침돌을 세운 뒤 그 위에 덮개돌을 세운 바둑판식으로 구분된다.
이곳의 고인돌 유적은 금호강변을 따라 자리잡고 있는 특리 사평 마을의 논밭과 농가 곳곳에서 확인되고 있다. 이 곳에서는 고인돌의 덮개돌 35기가 무리지어 확인되었고, 주위에서는 신석기시대의 것으로 보이는 토기조각도 발견되었다. 금호강변의 충적지대에 위치한 지리적 조건으로 볼 때 고인돌 유적 뿐 아니라 당시의 주거지 유적이 발견될 가능성도 남아있다.
경상남도 내륙 지방에서는 드물게 대규모로 발견된 고인돌 유적이라는 점에서 중요한 자료로 평가된다.

## 참고 문헌
- 산청특리지석묘군 - 국가유산청 국가유산포털